# سيمونا فينتورا
سيمونا فينتورا (بالإيطالية: Simona Ventura)‏ هي متسابقة ملكة الجمال ومقدمة تلفزيونية وممثلة إيطالية، ولدت في 1 أبريل 1965 في إيطاليا.

## أعمال

### أفلام
- (2010) مكان ما[5]

## وصلات خارجية
- سيمونا فينتورا على موقع IMDb (الإنجليزية)
- سيمونا فينتورا على موقع ألو سيني (الفرنسية)
- سيمونا فينتورا على موقع أول موفي (الإنجليزية)
- سيمونا فينتورا على موقع ديسكوغز (الإنجليزية)
- سيمونا فينتورا على موقع قاعدة بيانات الفيلم (الإنجليزية)
- سيمونا فينتورا على موقع كينوبويسك (الروسية)